# Zamarada chrysopa
Zamarada chrysopa là một loài bướm đêm trong họ Geometridae.